# August Oléhn
Carl August Oléhn, född 8 oktober 1844 i Rolfstorp, Hallands län, död 21 juli 1923 i Göteborg, var en svensk handelsman och riksdagsman.
Oléhn var riksdagsledamot i andra kammaren för Fjäre och Viske häraders valkrets bl.a. mandatperioden 1885–1887. Han skrev fyra egna motioner i riksdagen, om lån till järnvägen Varberg Göteborg, om tull på arbetade trävaror och om ecklesiastika bostållens skötsel.

## Fotnoter
1. 1 2 3 4 5 6  Tvåkammar-riksdagen 1867–1970, vol. 2, 1985, s. 397, Svenskt porträttarkiv: sj9PGLAlnmUAAAAAABfmhA, läst: 4 maj 2022.[källa från Wikidata]
2. 1 2  Rolfstorps kyrkoarkiv, Födelse- och dopböcker, SE/LLA/13315/C I/4 (1824-1860), bildid: C0011234_00106, sida 180, födelse- och dopbok, s. 180, Nationell Arkivdatabas Referenskod: I/4 SE/LLA/13315/C I/4, läs onlineläs online, läst: 14 maj 2023.[källa från Wikidata]
3. 1 2  Göteborgs Gustavi eller Domkyrkoförsamlings kyrkoarkiv, Död- och begravningsböcker, SE/GLA/13180/F/12A (1916-1924), bildid: 00065142_00029, död- och begravningsbok, läs onlineläs online, läst: 4 maj 2022.[källa från Wikidata]
4. 1 2  Göteborgs Domkyrkoförsamling (O) AIIa:45 (1914-1927) Bild 112 / sid 908 (AID: v82268.b112.s908, NAD: SE/GLA/13180), husförhörslängd, läs onlineläs online, läst: 4 maj 2022.[källa från Wikidata]
5. 1 2 3  Albin Hildebrand, Svenskt porträttgalleri : XXV:2. Riksdagens andra kammare 1867-1904, 1905, s. 195, Svenskt porträttarkiv: vfWYdYT6EoAAAAAAAAAitA, läs onlineläs online, läst: 4 maj 2022.[källa från Wikidata]
6. ↑  Björn Asker & Anders Norberg, Enkammarriksdagen 1971-1993/94 ledamöter och valkretsar / på Riksdagens uppdrag utarbetad av Björn Asker och Anders Norberg., vol. 2, 1996, s. 397, läst: 2 april 2024.[källa från Wikidata]
7. ↑  Sveriges Dödbok 1901–2009, DVD-ROM, Version 5.00, Sveriges Släktforskarförbund (2010).
8. ↑  Norberg, Anders; Asker Björn, Tjerneld Andreas (1985). Tvåkammarriksdagen 1867-1970: ledamöter och valkretsar. Bd 2 Östergötlands län, Jönköpings län, Kronobergs län, Kalmar län, Gotlands län, Hallands län. Stockholm: Almqvist & Wiksell International. sid. 195. Libris 498951. ISBN 9122007741
9. ↑  
Riksdagsdokument CI2O93 /  /  - Motion 1885:93 Andra kammaren , 26 Januari 1885   - Af Herr C. A. Oléhn: Om statslån till byggande af en jernväg
Varberg—Göteborg.
10. ↑  
Riksdagsdokument CJ2O188 /  /  - Motion 1886:188 Andra kammaren , 25 Februari 1886   - Af Herr C. A. Oléhn: Om skrifvelse till Kongl. Maj:t med begäran om utarbetande af förslag till lag rörande ecklesiastika boställens skötsel.